# Endocelis ovata
Endocelis ovata is een soort in de taxonomische indeling van de platwormen (Platyhelminthes). De worm is tweeslachtig en kan zowel mannelijke als vrouwelijke geslachtscellen produceren. De soort leeft in zeer vochtige omstandigheden. 
De platworm komt uit het geslacht Endocelis. Endocelis ovata werd in 1873 beschreven door Schmankewitsch.